# Wähe

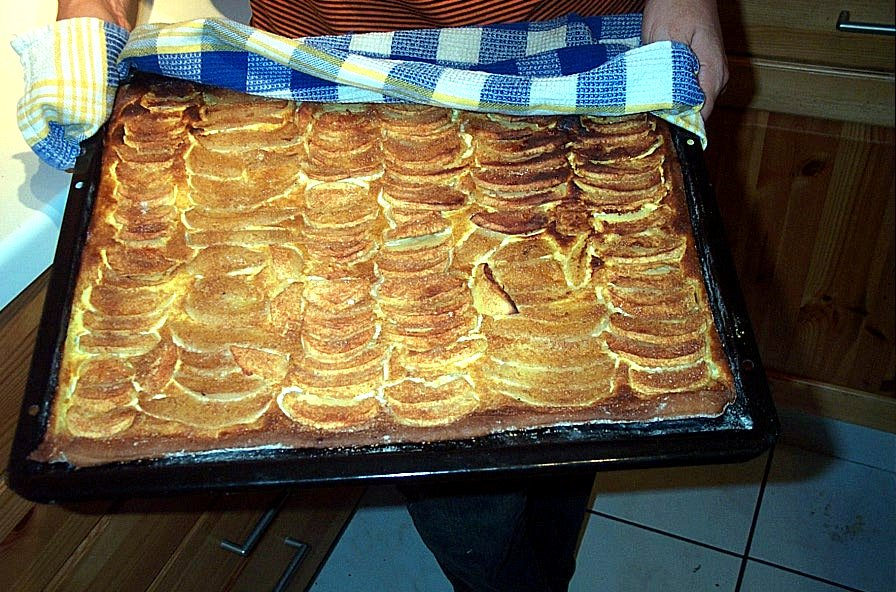
Fertige Apfelwähe

Als Wähe werden in Teilen der Deutschschweiz sowie des Elsass und Baden-Württembergs flache Blechkuchen aus der Schweizer und der alemannischen Küche bezeichnet. Eine Wähe besteht im Wesentlichen aus einem Mürbeteig (auch «geriebener Teig» oder «Kuchenteig» genannt) und einem Belag aus Früchten, Gemüse oder beispielsweise Käse. Mancherorts werden Wähen mit einem Hefeteig zubereitet, gelegentlich findet man auch Wähen aus Blätterteig. Meistens wird eine Wähe mit einem Milch-Ei-Guss oder Rahm-Ei-Guss zubereitet, der beim Backen verdickt und gelblich wird. Die Früchte oder das Gemüse werden bei der Wähe mitgebacken. Die Zubereitung entspricht so fast vollständig der französischen Quiche oder Tarte, nur dass der Guss bei der Wähe zusätzlich gezuckert oder gesalzen wird.

## Geschichte
Als früheste Erwähnungen des Begriffs wäyen führt das Schweizerische Idiotikon Belege aus der Mitte des 16. Jahrhunderts an, nämlich aus einem 1551 verfassten Protokoll des Zürcher Chorgerichts sowie aus den beiden ebenfalls um diese Zeit in Zürich erschienenen Wörterbüchern von Johannes Fries und Josua Maaler.  Gemäss dem Volkskundler Albert Spycher ist die Wähe in der Hausbäckerei entstanden, indem Teigreste verwendet wurden, die beim Brotbacken in der Teigschüssel blieben. Man «wallte (…) die so gewonnenen Brotteigreste zu dünnen Fladen und drückte den Teigrand zu einem Wulst zusammen, damit der Belag nicht auslaufen konnte». Belegt wurden sie dann mit denjenigen Zutaten, die gerade im Haushalt aufzufinden waren. Es kamen Früchte wie Gemüse in Frage und deshalb lässt sich die Geschichte der salzigen und der süssen Wähe nicht trennen.
Die Wähen blieben kein Arme-Leute-Essen, sondern fanden ihren Weg auch in die bürgerliche Küche. Es findet sich beispielsweise ein Rezept einer Apfel Dünne im bürgerlichen Kochbuch der Catharina Fehr. Das Rezept beschrieb die Zubereitung aus einem Butterteig, geschnittenen Äpfeln und einem Guss aus Mehl, Wein, Eier, Zucker und Rosinen. Seit dem 19. Jahrhundert werden Wähen auch in gewerblichen Bäckereien zubereitet.
In den katholischen und gemischt katholisch-reformierten Teilen der Schweiz, besonders im Osten, war die Wähe ursprünglich eine Fastenspeise, in den protestantischen Gegenden dagegen eine Festspeise. Die Wähe war in einigen Regionen (besonders Waadtland, Freiburg, Innerschweiz, Aargau, Zürich, Toggenburg) auch eine typische Freitagsspeise, da am Freitag kein Fleisch gegessen werden durfte oder wurde. Durch diese Tradition gibt es heute immer noch viele Bäckereien, die nur freitags Wähen im Sortiment führen. In den Bergregionen kennt man die Wähe erst seit dem frühen 20. Jahrhundert. Der Grund war vermutlich, dass es für die Wähe einen Backofen brauchte, der in den alpinen Regionen sehr selten war. In den Alpenregionen wurden durch die vorherrschende Milchproduktion und Viehwirtschaft vor allem Käse- oder Rahmwähen zubereitet. Früchtewähen waren vorwiegend in den Obstbaugebieten der ländlichen Regionen bekannt. Heute werden in allen Regionen sowohl süsse wie auch salzige Wähen gebacken.

## Regionale Bezeichnungen
Diese folgenden Bezeichnungen werden alle als zumindest partielle Synonyme für Wähe gebraucht. Es wird unter den Begriffen nicht zwingend ausschliesslich die gleiche Zubereitungsart verstanden, denn einige Bezeichnungen sind viel weiter gefasst und können auch andere Kuchenarten bezeichnen.
- Wääje (Waaie) hat sich innerhalb der Schweiz von Nordwesten (Basel) nach Südosten ausgebreitet und breitet sich von Zürich weiter aus. Der Begriff wird auch im südlichen Baden (Markgräflerland und südliches Breisgau) und im südlichen Elsass (Sundgau) verwendet. Es ist neben dem Chueche der verbreitetste Begriff für dieses Gebäck. Wääje ist ein alemannisches Wort, das gemäss dem Schweizerischen Idiotikon von mittelhochdeutsch wæjen «wehen» abstammt.[1][5]

- Als Chueche wird die Wähe in Bern, Freiburg, im Süden von Luzern, im Süden von Schwyz, Unterwalden, Uri, Wallis und Zug bezeichnet. Chueche kann in anderen Regionen generell süsses Backwerk bezeichnen und entspricht der standarddeutschen Bezeichnung Kuchen. Das Wort Chueche geht auf das althochdeutsche kuohho zurück, mit dem auch das englische Wort cake verwandt ist.[5][6]

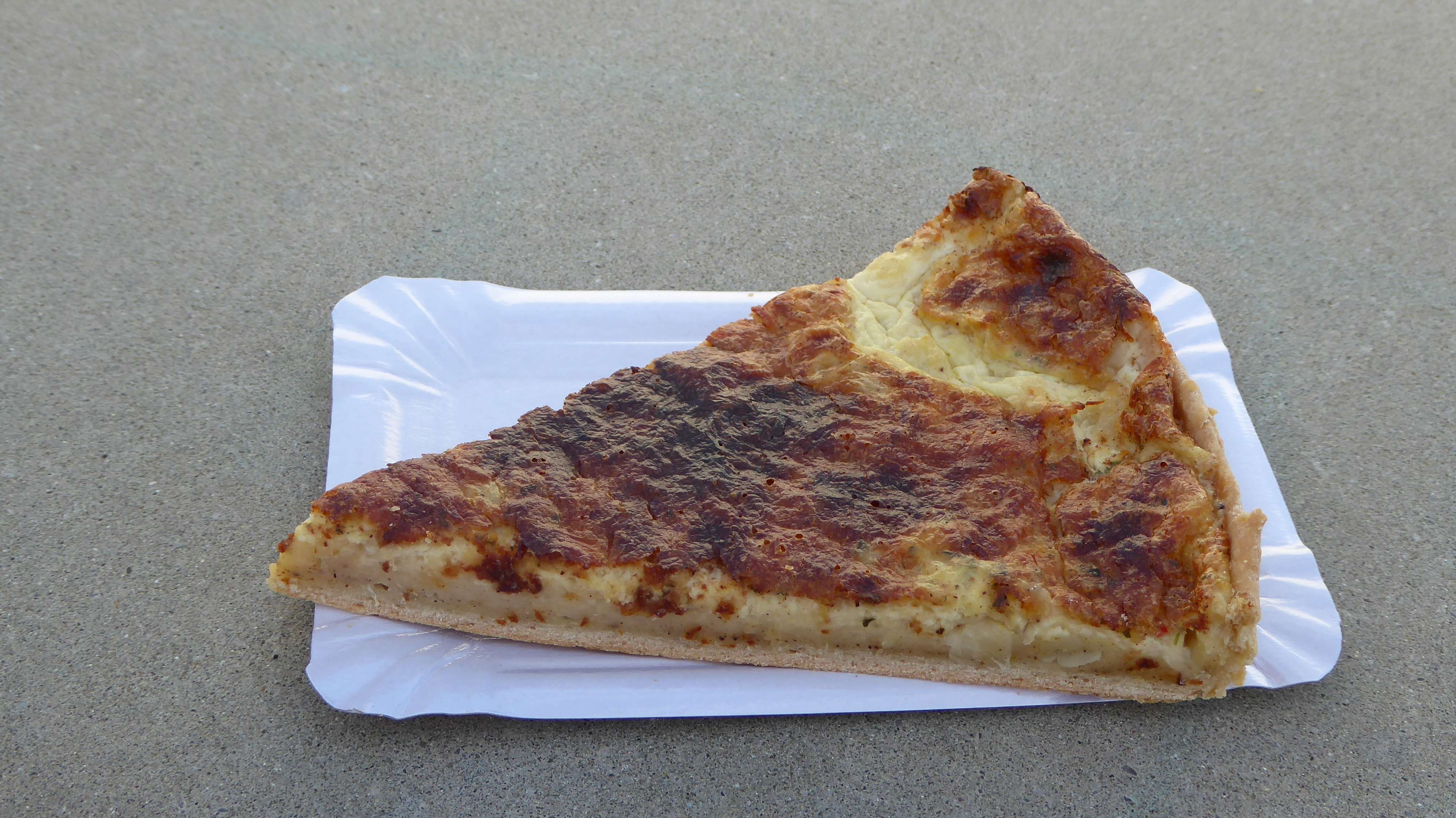
Ein Stück Käsefladen aus dem St. Galler Rheintal

- Als Flade wird die Wähe verbreitet im Kanton St. Gallen und im Appenzellerland[5] sowie im österreichischen Bundesland Vorarlberg[7] bezeichnet. Das Wort Flade geht letztlich auf eine indogermanische Wurzel mit der Bedeutung «ausbreiten» zurück und wurde von alters her für ein flaches Gebäck verwendet.[8]

- Als Tünne, Tünnele oder als Verkürzung daraus Tüle wird die Wähe in Schaffhausen und Thurgau bezeichnet, vereinzelt auch südlich des Zürichsees in den Kantonen Schwyz und Zürich, was vermuten lässt, das es früher in einer grösseren Region verwendet wurde. Dünne, Dünnle und Dünnet sind die Bezeichnungen auf der deutschen Seite des Rheins und des Bodensees. Diese Wörter sind Ableitungen des Adjektivs dünn. Schon im Althochdeutschen wurden flache Kuchen dunni genannt.[5][9]

- Als Turte wird die Wähe im Kanton Graubünden bezeichnet. Turte ist entweder aus dem italienischen torta, dem französischen tourte oder dem rätoromanischen tuorta entlehnt. Daneben wird die Wähe auch noch Pitte, von rätoromanisch pitta «flacher Brotkuchen» verwendet und wurde behelfsmässig auf die zunächst wenig bekannte, ähnliche Wähe übertragen.[5]

In der französischsprachigen Schweiz wird das Wähen-Pendant als gâteau, in der italienischsprachigen als torta oder crostata, rätoromanisch als tuorta bezeichnet.

## Zubereitungsarten

### Salzige Wähen

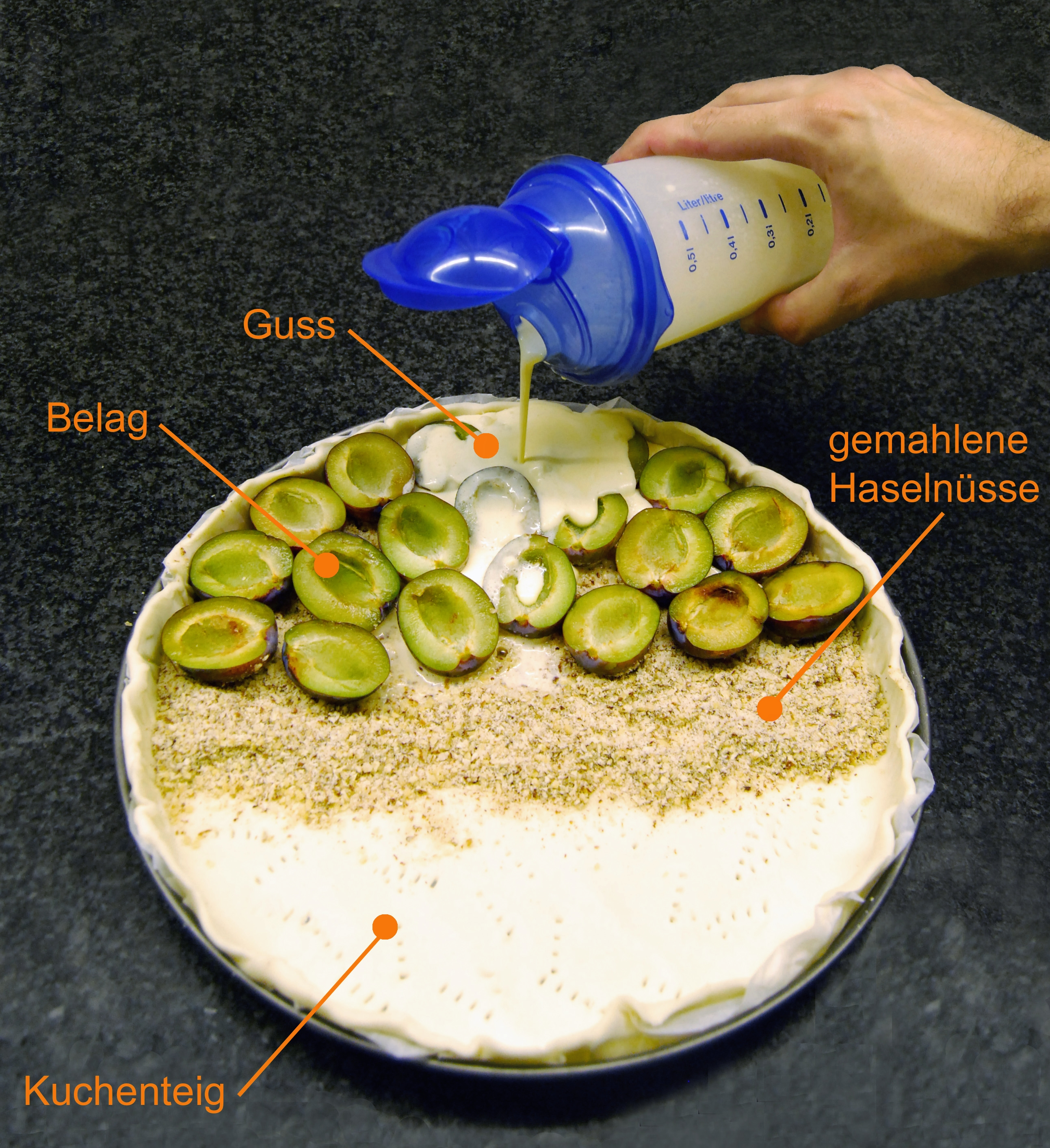
Aufbau einer Wähe

Bei salzigen Wähen werden für den Belag Zwiebeln, Käse und Speck verwendet. Die Käsewähe (auch Käsekuchen genannt) wird mit einem Guss aus geriebenem Käse (z. B. Greyerzer), Rahm und Eiern zubereitet.
Gemüsewähen werden beispielsweise als Zucchini/Zucchetti-, Spinat-, Tomaten- oder Broccoliwähen zubereitet. Auch hierbei wird ein Guss aus Rahm oder Milch und Eiern verwendet.

### Süsse Wähen

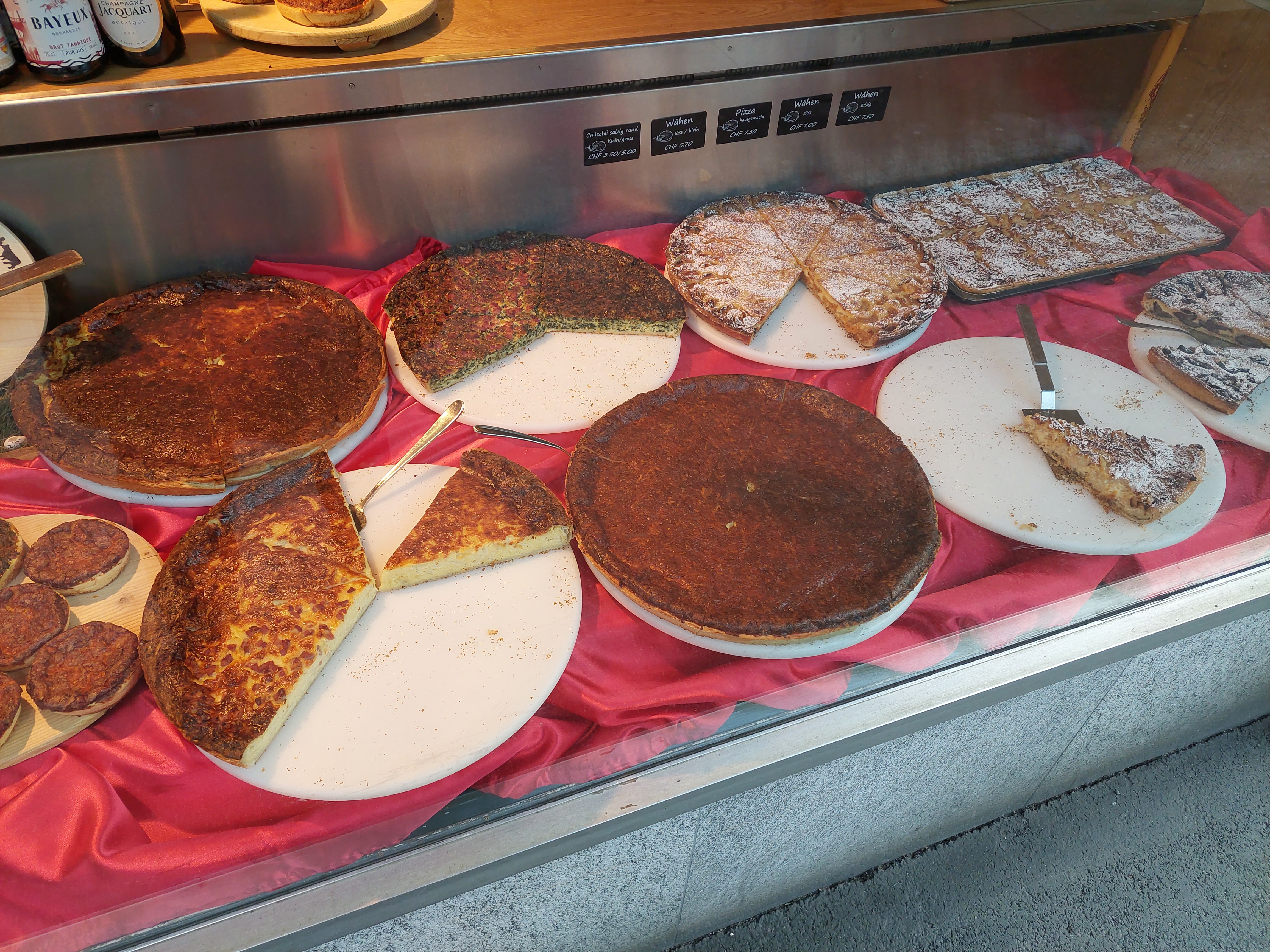
Mehrere Wähesorten in einem Schaufenster

Ein typischer Belag ist Obst, insbesondere Zwetschgen, Apfel, Rhabarber, Aprikose, Kirsche, Heidelbeere etc. – je nach Jahreszeit frisch oder tiefgekühlt. Zu der süssen Wähe wird häufig auf den Teig eine Schicht gemahlene Nüsse gestreut und erst dann wird diese Schicht mit Früchten belegt. Vor dem Backen wird üblicherweise ein Guss aus Milch, Rahm, Ei und Zucker daraufgegeben. In der Westschweiz ist es üblich, Wähen ohne Guss (entspricht der Tarte) zuzubereiten.
Bei Varianten wie Vermicelles-, Trauben- oder Johannisbeer-Wähe wird der Belag erst nach oder zum Ende der Backzeit aufgelegt.
Eine weitere süsse Art ist der Nidle-Kuchen, der aus einem Guss aus Rahm (Nidle), Eiern und Zucker zubereitet wird.

## Lokale Spezialitäten
Zum Berner Zibelemärit («Zwiebelmarkt») gehört traditionellerweise ein Zibelechueche zum Abendessen.
Im Toggenburg und auch im Appenzellerland ist der Schlorzifladen mit einer Füllung aus passierten Dörrbirnen und einem Rahmguss bekannt.
Die Basler Fastenwähe ist ein salziges Hefeteiggebäck, das mit Kümmel bestreut wird und das in seiner Form an Brezeln erinnert. Fastenwähen haben mit üblichen Wähen abgesehen von der Bezeichnung nicht viel gemeinsam.
In Baden wird die Millerewaijä zubereitet. Dazu werden Teig und Untergrund der süssen Wähe mit Kümmel bestreut.

## Ähnliche Gerichte
- Quiche: französische Bezeichnung für dieselbe Gebäckart. Im strengeren Sinn  bezeichnet es nur die Quiche lorraine (Lothringer Specktorte) und wird im weiteren Sinne heute für alle möglichen Gemüsebeläge verwendet und somit als Synonym zur Tarte verwendet.
- Tarte: ohne Salz oder Zucker und bei Früchtebelag häufig ohne Guss.
- Placek: polnischer Hefe- oder Mürbekuchen von vergleichbarer Grundform.
- Fladen: Ähnliche Zubereitungsart. In Belgien ist vor allem der Reisfladen bekannt. In Teilen der Ostschweiz wird die Wähe allgemein als Fladen bezeichnet.
- Dinnete: schwäbisches, flammkuchenartiges Rezept.
- Cholera: Walliser Variante eines Gemüsekuchens mit Lauch, Kartoffeln, Käse und Äpfeln.